# Bernabe Buscayno
Bernabe Buscayno, conosciuto anche con il nome di Kumander Dante (Comandante Dante) (Capas, 1943), è un rivoluzionario e guerrigliero filippino.
È il fondatore del Nuovo Esercito Popolare (NPA), un'armata paramilitare organizzata dal Partito Comunista delle Filippine. Assieme a Jose Maria Sison, si contraddistinse per le sue attività di insurrezione, alcune delle quali anche terroristiche, fra gli anni sessanta ed ottanta per rovesciare la presidenza di Ferdinand Marcos, quest'ultimo noto anticomunista. Per oltre un decennio, è stato tra i guerriglieri più noti e temuti nelle Filippine.

## Biografia

### Infanzia e gioventù
Bernabe Buscayno nacque nel 1943, uno degli otto figli di una famiglia povera di contadini della municipalià di Capas, nell'estremo nord delle Filippine. Durante questo periodo, oltre a fare il contadino suo padre era attivo come soldato in un'armata paramilitare che combatteva sia le forze dell'impero giapponese che quelle del governo filippino. La loro situazione economica fu sempre molto difficile. Nei primi anni sessanta, a seguito della morte della moglie per tubercolosi e di una figlia per meningite, il padre decise di mettere in adozione la propria famiglia, oramai incapace di provvedere ai bisogni quotidiani della sua prole. Buscayno, allora in età adolescenziale, iniziò una nuova vita come tagliatore di canna da zucchero guadagnando 18 pesos a settimana. Malgrado la giovane età, iniziò le sue prime attività di rivolta guidando un piccolo gruppo di lavoratori, tutti desiderosi di una paga più elevata. Allo stesso tempo un contadino, che in passato fu membro dell'Hukbalahap, reclutò il diciassettenne Buscayno come membro del Partito Comunista delle Filippine (PKP, dal filippino Partido Komunista ng Pilipinas), dove quest'ultimo ricevette il nome in codice "Dante". Il PKP era di ispirazione sovietica, ovvero subordinato alle politiche dello Stato federale socialista.

### La nascita dell'NPA e la cattura
All'età di 21 anni, Buscayno, divenuto noto con il nome Kumander Dante ("Comandante Dante"), era un rivoluzionario a tutti gli effetti. Nel frattempo aveva fondato i Beatles, una piccola organizzazione terroristica che fronteggiava i rivali Monkees per il controllo del Luzon Centrale. Due anni più tardi divenne collaboratore di Faustino del Mundo, chiamato invece Kumander Sumulong e comandante di una propria armata. Ciò nonostante, successivamente iniziarono a verificarsi dei dissidi interni e Buscayno, insoddisfatto delle ideologie di Sumulong, formò un piccolo esercito e si unì al movimento di Jose Maria Sison, il quale aveva fondato il Partito Comunista delle Filippine (CPP, dall'inglese Communist Party of the Philippines) il 26 dicembre 1968. Il CPP, di ispirazione maoista, si era scisso a sua volta dal Partito Comunista Filippino, accusato di non avere perseguito la linea della rivoluzione. L'armata paramilitare guidata da Buscayno, nacque ufficialmente con il nome di Nuovo Esercito Popolare (NPA, dall'inglese New People's Army) il 29 marzo 1969. I due gruppi trovarono anche l'appoggio del Fronte Democratico Nazionale, fondato dal ribelle e finto prete Luis Jalandoni con la collaborazione dello stesso Sison.
Partito da un piccolo gruppo di soli 35 uomini e con scarsità di armamenti, l'NPA seppe reclutare studenti e numerosi altri membri sino a raggiungere una forza di circa 26 000 unità negli anni ottanta. Anche le attività di operazione si estesero e da semplice movimento di campagna, l'armata era riuscita a raggiungere anche le città più grandi e popolate del paese come ad esempio Manila. Il gruppo, così come il CPP, fu impegnato in numerose e violente attività di insurrezione a partire dagli inizi degli anni settanta, per contrastare l'amministrazione del Presidente Ferdinand Marcos, il quale dichiarò la legge marziale nel 1972 per via dell'aumento delle guerriglie urbane e della disobbedienza civile. Negli anni che precedettero la Proclamazione n. 1081, i gruppi di Buscayno e Sison avevano infatti organizzato estese attività violente, compresi atti terroristici, assassinii, incendi dolosi, distruzione di opere ed impianti pubblici, in un periodo che comprese la tempesta del Primo Trimestre. A ciò si aggiunsero anche le numerose proteste di giovani studenti universitari, molti dei quali avevano deciso di appoggiare la rivoluzione voluta dai gruppi comunisti. Benché il contingente dell'armata paramilitare fosse di gran lunga aumentato, le forti politiche di rafforzamento della legge volute da Marcos portarono all'incarcerazione o esilio di gran parte della dirigenza dell'NPA, e i membri rimanenti si abbandonarono ad attacchi scoordinati, saccheggi e insurrezioni urbane. Lo stesso Buscayno fu catturato nel settembre 1976 all'età di 32 anni grazie all'Operazione Scorpio, ideata dal Capo di Stato. Al momento del suo arresto, Kumander Dante era rivoluzionario da 16 anni circa.
Dante fu sentenziato alla fucilazione, ma spese i successivi 10 anni in una cella di confinamento. Nel frattempo anche Sison era stato catturato, ma le operazioni dei gruppi comunisti continuarono imperterrite nonostante la detenzione dei due maggiori leader.

## Dopo l'arresto
A seguito della rivoluzione del Rosario nel 1986, la neo Presidente Corazon Aquino iniziò politiche di riconciliazione con il CPP/NPA ed ordinò la scarcerazione di numerosi fuorilegge e prigionieri, fra cui anche Buscayno. Dopo il suo rilascio Kumander Dante abbandonò il suo ruolo di comandante dell'NPA. Nel medesimo anno iniziò una carriera politica ed assieme ad altri esponenti dell'estrema sinistra formò il Partido ng Bayan ("Partito del Popolo"). Si candidò alle elezioni per il Senato, ma ne uscì sconfitto. Nel 1987 sopravvisse ad un attentato nei suoi confronti dopo che due uomini armati avevano sparato al suo veicolo, ma rimase ferito da una scheggia di granata. Due suoi compagni di viaggio persero la loro vita ed altri due furono feriti. In timore per la sua vita, a seguito dell'incidente Buscayno decise di abbandonare la capitale per far ritorno nella sua terra natia a Capas, Tarlac. Migliaia di coltivatori locali avevano ricevuto uno o due ettari di appezzamenti da parte dell'NPA, oppure grazie alle riforme agrarie attuate dal Presidente Marcos. Dante divenne nuovamente contadino e l'anno seguente fondò il People's Livelihood Foundation-Tarlac Integrated Livelihood Cooperative (PILF-TILCO), organizzazione avente lo scopo di aiutare gli affittuari di terreni agricoli in difficoltà economica. Malgrado l'iniziativa, l'eruzione del Pinatubo nel 1991 rovinò una vastità di terreni agricoli a Luzon, inclusi quelli della regione di Tarlac, contribuendo alla dissoluzione del progetto nel 1994.
Nel 1999, il Dipartimento della Riforma Agraria consegnò a Buscayno ed alla sua famiglia i certificati di proprietà dei loro terreni agricoli. Nel 2000 Buscayno diede vita ad un nuovo progetto, il Tarlac Integrated Agricultural Modernization Cooperative (TIAMC), con lo scopo di promuovere l'utilizzo di macchine e attrezzature nelle fattorie della regione.